# Massy (Kirgisistan)
Massy (kirgisisch Масы, 1937–1991 Lenin-Dschol) ist ein Dorf im Oblus Dschalal-Abad (Kirgisistan) mit 20.131 Einwohnern. (Stand 2022)

## Geografie
Massy ist Verwaltungssitz des Rajon Nooken und der Landgemeinde Massy. Es liegt am Fluss Eski-Massy und an der M41.